# Jakob Lorentzen
Jakob Christian Lorentzen (født 11. juni 1968) er en dansk organist, der siden 1997 har været organist og kantor ved Holmens Kirke samt slotsorganist ved Christiansborg. Han er søn af Inge og HC Lorentzen - der begge var præster blandt andet på Bornholm [kilde mangler]
Som 14-årig i 1982 bestod Jakob Lorentzen den præliminære organistprøve fra Zahles Seminarium i København, som elev af Carl Riess, og blev herved Danmarks yngste eksaminerede organist. Han aflagde siden kirkemusikalsk diplomeksamen fra Det Kongelige Danske Musikkonservatorium som elev af Grethe Krogh, Hans Fagius, Dan-Olof Stenlund og Amalie Malling. Fra 1992 studerede han i Paris klaver hos Christine Paraschos, improvisation hos Pierre Cogen og orgel hos Susan Landale i solistklassen på musikkonservatoriet. Ved afgangseksamen dér i 1995 tilkendtes han af en enstemmig jury den højeste udmærkelse ”Prix de Virtuosité à l'Unanimité + Félicitations".
Jakob Lorentzen har studeret improvisation hos Anders Bondeman og korledelse hos Gary Graden.
I Holmens Kirke står han i spidsen for Holmens Kantori, Holmens Vokalensemble og Holmens Barokensemble.
Jakob Lorentzen er tilknyttet Det Jyske Musikkonservatorium som underviser i orgelimprovisation og Det Kgl. Teater som korsyngemester. Ligeledes er han repetitør for Mogens Dahl Kammerkor. Som komponist har Jakob Lorentzen skrevet en del værker, som er udgivet på danske musikforlag. Jakob Lorentzen medvirker på en lang række cd'er med kor- og orgelmusik. Jakob Lorentzen er siden 2019 Ridder af Dannebrogsordenen, og han har tidligere modtaget HKH Dronning Ingrids Mindemedalje i 2001 og HKH Prins Henriks Mindemedalje i 2018 samt mange andre priser og legater, herunder skal fremhæves Børge Schrøders store musiklegat i 1997 og Frobeniusfondens Store Pris i 2018.